# Peter Dutton
Peter Craig Dutton (Brisbane, 18 de noviembre de 1970) es un político conservador australiano, que fue líder del Partido Liberal de Australia y Líder de la Oposición desde el 30 de mayo de 2022 hasta el 3 de mayo de 2025. Es el miembro del parlamento por la división de Dickson de la Cámara de Representantes desde 2001 a 2025; ejerció funciones ministeriales en los gobiernos de Tony Abbott, Malcolm Turnbull y Scott Morrison entre 2013 y 2022.
Dutton creció en Brisbane. Trabajó como oficial de policías en la policía de Queensland. Se unió al partido Liberal de adolescente y fue electo a la Cámara de Representantes en las elecciones federales de 2001 con 30 años.

## Resultados Electorales
| Elección | División | Primera preferencia | Segunda vuelta instantánea |
| -------- | -------- | ------------------- | -------------------------- |
| 2001     | Dickson  | 45.58%              | 55.97%                     |
| 2004     | Dickson  | 52.09%              | 57.83%                     |
| 2007     | Dickson  | 46.15%              | 50.13%                     |
| 2010     | Dickson  | 48.96%              | 55.13%                     |
| 2013     | Dickson  | 48.01%              | 56.72%                     |
| 2016     | Dickson  | 44.56%              | 51.60%                     |
| 2019     | Dickson  | 45.93%              | 54.64%                     |
| 2022     | Dickson  | 42.58%              | 51.93%                     |
| 2025     | Dickson  | 34.35%              | 43.45%                     |